# María Mittelbrunn
María Mittelbrunn Herrero (Madrid, 1977) es una científica española, especializada en el estudio del sistema inmunitario, la inflamación y el envejecimiento. Ha recibido varios reconocimientos, entre los que se encuentran el Premio L’Oreal-UNESCO a Mujeres en Ciencia.

## Trayectoria
Nacida en 1977 en Madrid de familia vinculada con Asturias, Mittelbrunn. En 2006 doctoró en Biología Molecular y Biomedicina con Premio Extraordinario. Realizó su postdoctorado en el Centro Nacional de Investigación Cardiovascular de Madrid. Fue investigadora Miguel Servet en el Hospital 12 de Octubre y profesora asociada al Departamento de Biología Molecular de la Universidad Autónoma de Madrid.
Se convirtió en científica titular y directora del Laboratorio de Inmunometabolismo e Inflamación del Centro de Biología Molecular Severo Ochoa (CSIC-UAM), adscrito al Consejo Superior de Investigaciones científicas (CSIC) la Universidad Autónoma de Madrid. Además, se incorporó al Foro “Teófilo Hernando” de la Real Academia Nacional de Medicina de España (RANME) y al Consejo Científico Asesor de la Fundación Gadea Ciencia.
Algunas de sus investigaciones se centran en cómo rejuvenecer el sistema inmunitario o retrasar la aparición de enfermedades que se asocian a la edad a través del estudio de los linfocitos T. Ha publicado más de 60 artículos científicos en revistas internacionales, como Science, Nature Immunology, Cell Metabolism o Circulation, entre otras.

## Reconocimientos
En 2002 fue reconocida con el premio talento joven de la Fundación Banco Sabadell a la investigación biomédica.En 2015, recibió el Premio L’Oreal-UNESCO a Mujeres en Ciencia y al año siguiente fue galardonada con un Starting Grant del Consejo Europeo de Investigación,por el que recibió una dotación de 1,5 millones de euros para financiar su proyecto de investigación.
En 2021, recibió otro premio del Consejo Europeo de Investigación, el Consolidator Grant.En 2024 fue reconocida con el premio «Jesús Serra», que concede la Fundación Occident.